# Luca Hauf
Luca Hauf (* 11. Januar 2004 in Krefeld) ist ein deutscher Eishockeyspieler, der seit Juli 2024 beim ERC Ingolstadt aus der Deutschen Eishockey Liga (DEL) unter Vertrag steht und zuletzt bis zum Ende der Saison 2024/25 parallel mit einer Förderlizenz für die Ravensburg Towerstars in der DEL2 auf der Position des rechten Flügelstürmers gespielt hat. Zuvor war Hauf bereits für die Krefeld Pinguine in der DEL und Löwen Frankfurt in der DEL2 aktiv, mit denen er im Jahr 2022 die Meisterschaft der zweithöchsten deutschen Spielklasse feierte.

## Karriere

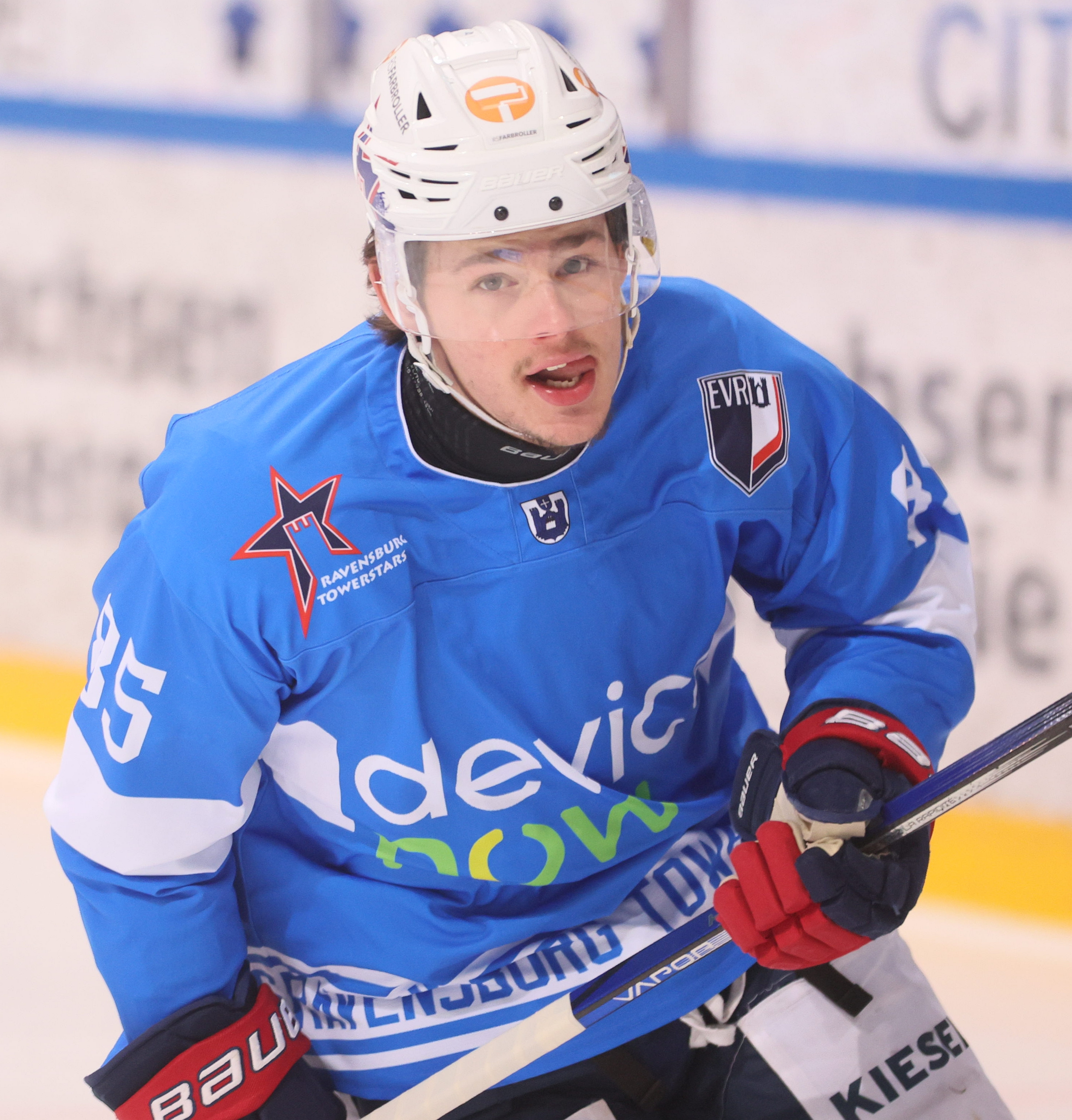
Hauf im Trikot der Ravensburg Towerstars (2025)

Hauf verbrachte seine Juniorenzeit in der Nachwuchsabteilung seines Heimatklubs Krefelder EV. Bereits mit 13 Jahren spielte der Stürmer in der damaligen U16-Mannschaft des KEV. Dort konnte er in seinem ersten Jahr insgesamt 15 Tore und 22 Vorlagen in 33 Spielen verbuchen. Im folgenden Jahr steigerte er seine Punktausbeute auf 22 Toren und 27 Vorlagen in 32 Spielen. In der darauffolgenden Saison legte er 47 Tore und 45 Vorlagen in 36 Spielen in der deutschen U17-Bundesliga auf. Dies brachte ihm Einladungen zur U16-Nationalmannschaft des Deutschen Eishockey-Bunds (DEB) ein, wo er als Assistenzkapitän fungierte. In der darauffolgenden Saison spielte Hauf dann hauptsächlich in der U23-Mannschaft des Krefelder EV in der drittklassigen Eishockey-Oberliga. Dort konnte er in seiner ersten Profisaison erneut von sich überzeugen. Mit 14 Toren und 17 Vorlagen in 37 Spielen wurde er als Rookie des Jahres der Nord-Gruppe ausgezeichnet. Außerdem lief Hauf aufgrund seiner starken Leistungen das erste Mal für die Krefeld Pinguine in der Deutschen Eishockey Liga (DEL) sowie die U18-Nationalmannschaft des DEB bei der U18-Junioren-Weltmeisterschaft 2021 im US-Bundesstaat Texas auf.
In der Saison 2021/22 lief der Angreifer in vier verschiedenen Vereinsmannschaften auf. Zudem vertrat er die Nationalmannschaft bei der U18-Junioren-Weltmeisterschaft 2022 und U20-Junioren-Weltmeisterschaft 2022. Insgesamt zwölf Partien absolvierte Hauf für die Krefeld Pinguine in der DEL auf. Dazu kamen weitere Einsätze für die U20- und U23-Mannschaften des Vereins, ehe er im März 2022 zu den Löwen Frankfurt aus der DEL2 wechselte. Mit den Löwen sicherte sich Hauf am Saisonende die Meisterschaft, die – nach dem Erfüllen sämtlicher Auflagen – verbunden mit dem Aufstieg in die deutsche Eliteklasse war. Hauf wechselte allerdings im Juli 2022 für die Spielzeit 2022/23 in die kanadische Juniorenliga Western Hockey League (WHL) zum amtierenden Meister Edmonton Oil Kings, der ihn zuvor an der 59. Stelle des CHL Import Draft 2022 ausgewählt hatte. Im Saisonverlauf nahm er mit der U20-Nationalmannschaft an der U20-Junioren-Weltmeisterschaft 2023 teil. Im Trikot der Oil Kings absolvierte der Stürmer 45 Partien, in denen er 21-mal punktete. Im Juni 2023 wurde Hauf im Tausch für ein Draft-Wahlrecht zum Ligakonkurrenten Seattle Thunderbirds transferiert, wo der Deutsche wiederum eine Spielzeit verbrachte.
Zur Saison 2024/25 gab der ERC Ingolstadt aus der DEL die Rückkehr des Stürmers in sein Heimatland bekannt. Ausgestattet mit einer Förderlizenz war er mit Beginn der Spielzeit auch für den Kooperationspartner Ravensburg Towerstars in der DEL2 spielberechtigt. Für die Towerstars absolvierte Hauf den Großteil der Spiele, während er aber auch sechsmal für den ERCI in der DEL auflief.

## Erfolge und Auszeichnungen
- 2021 Rookie des Jahres der Oberliga-Gruppe Nord
- 2022 Meister der DEL2 und Aufstieg in die DEL mit den Löwen Frankfurt

## Karrierestatistik
Stand: Ende der Saison 2024/25

### International
Vertrat Deutschland bei:
| - U18-Junioren-Weltmeisterschaft 2021 - Hlinka Gretzky Cup 2021 - U20-Junioren-Weltmeisterschaft 2022 | - U18-Junioren-Weltmeisterschaft 2022 - U20-Junioren-Weltmeisterschaft 2023 - U20-Junioren-Weltmeisterschaft 2024 |

(Legende zur Spielerstatistik: Sp oder GP = absolvierte Spiele; T oder G = erzielte Tore; V oder A = erzielte Assists; Pkt oder Pts = erzielte Scorerpunkte; SM oder PIM = erhaltene Strafminuten; +/− = Plus/Minus-Bilanz; PP = erzielte Überzahltore; SH = erzielte Unterzahltore; GW = erzielte Siegtore; 1 Play-downs/Relegation; Kursiv: Statistik nicht vollständig)